# 洋銀

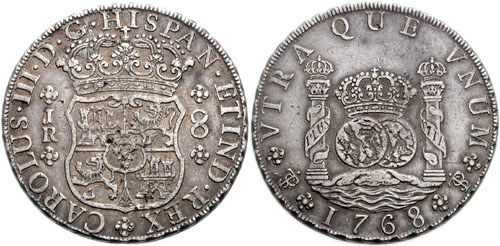
洋銀の代表格。スペイン系8レアル銀貨
1768年銘 ポトシ鋳造

洋銀（ようぎん）とは、幕末から明治初期にかけての日本、および近世の中国に流入した外国製の銀貨のこと。特に断りが無い場合には1497年以後メキシコ（当初はスペイン領）を中心とする、スペイン系の中南米諸国で鋳造されて国際決済で長く用いられてきたSpanish dollar （メキシコドル/メキシコ銀）といわれる、量目420グレーンの8レアル銀貨を指す場合が多い。

## 概説

### 日本
安政条約によって外国商人が外国銀貨で日本の商品を購入することが許されたが、当時の量目に基づく相場はSpanish dollar 100枚に対して天保一分銀が311枚であった。だが、当時の天保一分銀の品位は洋銀に対して高いにも拘らず額面が地金価値よりも高く設定された名目貨幣であり、そのことによる金銀比価の差が大きかったために、大量の小判金流出を招く原因となった。これにより日本国内には大量のメキシコ銀が流入し、明治時代の銀貨の材料となった。
安政6年（1859年）に江戸幕府は洋銀を金三分と同価値と看做す規定を定め、慶応4年2月20日（1868年）に明治政府もこれを追認する規定を出した。明治4年（1871年）の新貨条例制定後Spanish dollar  とほぼ同品位の貿易銀を鋳造し、明治11年（1878年）5月27日にこれを1円銀貨として日本全国に通用させる太政官布告を公布、翌年9月12日には洋銀と貿易銀との平価通用が布告された（金銀複本位制）。
その後の紙幣整理と兌換紙幣の発行によって姿を消し、明治30年（1897年）の貨幣法公布による金本位制移行とともに1円銀貨の国内流通は停止され、洋銀の国内における地位も低下した。

### 中国
近世の中国において広く流通していた銀貨は大きく3種類に分類され、「銀両」、「銀圓」、「洋銀」と呼ばれるものがあった。このうち洋銀はスペインドル（本洋、双柱）、メキシコドル（鷹洋、墨銀）、およびアメリカ貿易銀（美国洋）などがあり、日本円銀（日本龍洋）および香港ドル銀貨なども洋銀に分類されるものであった。
16世紀末頃より、ヨーロッパの銀貨が中国へ流入し始め、多くは東インド会社を通じて茶や絹の対価としてスペインドルが中国へ流入した。1842年の南京条約締結以降は洋銀の流入がさらに活発化し、広東を通じてメキシコドルなどが流入するようになった。